# Richa Ghosh
Richa Manabendra Ghosh (* 28. September 2003 in Siliguri, Indien) ist eine indische Cricketspielerin, die seit 2020 für die indische Nationalmannschaft spielt.

## Kindheit und Ausbildung
Durch ihren Vater, der selbst Cricket spielte und später Schiedsrichter war, war sie schon in sehr jungen Jahren bei Cricketspielen dabei. Ihr Vater gab, um sie zu unterstützen, sein Geschäft auf, vor allem weil sie regelmäßig nach Kolkata für Turniere reiste. Sie spielte zunächst für den Bagha Jatin Club und wurde mit nur 11 Jahren in die U19-Mannschaft von Bengal berufen. Eineinhalb Jahre später spielte sie dann für das Seniorenteam Bengal und wurde in ihrem Heimatstaat im Jahr 2018 als Spielerin des Jahres ausgezeichnet.

## Aktive Karriere
Ihr Debüt in der Nationalmannschaft im WTwenty20-Cricket gab sie bei einem Drei-Nationen-Turnier in Australien direkt vor der Weltmeisterschaft im Februar 2020. Beim ICC Women’s T20 World Cup 2020 spielte sie in der Vorrunde gegen Bangladesch und im Finale gegen Australien. Bei ihrem nächsten Einsatz ein Jahr später bei der Tour gegen Südafrika verpasste sie im zweiten WTwenty20 mit 44* Runs knapp ihr erstes Fifty. Daraufhin erhielt sie im Mai 2021 ihren ersten zentralen Vertrag mit dem indischen Verband. Im September 2021 absolvierte sie ihr erstes WODI bei der Tour in Australien. Sie erhielt daraufhin einen Vertrag mit den Hobart Hurricanes um in der Women’s Big Bash League zu spielen. Bei der Tour in Neuseeland im Februar 2022 konnte sie mit 65 Runs im zweiten WODI und 52 Runs im dritten WODI ihre ersten Half-Centuries erzielen. Auch wurde sie für die daran anschließenden Women’s Cricket World Cup 2022 nominiert.